# Jenna Ushkowitz
Jenna Noelle Ushkowitz (nacida Min Ji (민지); Seúl, 28 de abril de 1986) es una actriz, cantante, productora musical y presentadora de podcasts coreano-estadounidense, conocida por sus papeles en musicales de Broadway y en la serie de televisión Glee, donde interpretó a Tina Cohen-Chang. Ella también ganó un premio Tony como productora del musical de Broadway Once on This Island.

## Primeros años
Nació en Seúl, Corea del Sur, pero fue adoptada a los tres meses y se crio en Nueva York.  Sus padres adoptivos la criaron en el cristianismo y estudió en "Holy Trinity Diocesan High School", un colegio católico conocido por su departamento de teatro. Se graduó en el año 2004, habiendo realizado una producción de secundaria de Los miserables, junto al papel de Penny en Honk!, Inez en The Baker´s Life, Little Red Riding Hood en Into the Woods y Romaine Patterson en The Laramie Project. Jenna se graduó del Marymount Manhattan College en el 2007, de nuevo como Little Red Riding Hood, en "Into the Woods".

## Carrera
Ha participado en el espectáculo desde que tenía 3 años. Estuvo en "Sesame Street" y otros shows de TV. En 1996 participó en su primer show en Broadway, en la reposición de The King and I.
Ushkowitz cantó el himno nacional estadounidense en un partido de los Knicks en el Madison Square Garden, cuando sólo tenía 13 años. Antes de unirse a Glee, participaba como suplente para el papel de Anna, Marta, Thea y Toni en el musical Spring Awakening.
En el 2009, saltó a la fama como Tina Cohen-Chang en el programa musical de Fox Glee. Su personaje fingía un tartamudeo en los primeros 9 capítulos y luego cantó varios solos, como "Tonight" de West Side Story y la conocida canción "True Colors".
En 2011, Ushkowitz apareció brevemente en el vídeo de Lady Gaga, Marry the Night, haciendo el papel de la amiga de Gaga en su adolescencia.
En 2017, participa en el videoclip de Swish Swish, de la cantante Katy Perry.
En 2018, ganó su primer Premio Tony por su papel como productora en la categoría Mejor Reestreno de un Musical por Once on This Island.
En 2019 inició un podcast con su mejor amigo y coestrella de Glee Kevin McHale, que lleva por nombre “Showmance” [cita requerida] para discutir su relación en pantalla y fuera de línea. Uno de los temas de discusión más solicitados de la temporada 1 del podcast fue su tiempo en Glee. En la temporada 2 comenzaron un resumen en profundidad de la temporada 1 de Glee. Cada episodio de la temporada 2 presenta a McHale y Ushkowitz volviendo a ver episodios de Glee y compartiendo secretos detrás de escena mientras también comparten sentimientos personales y reflexiones sobre la filmación. El podcast es parte de la red LadyGang en PodcastOne.

## Vida personal
En agosto de 2020 anunció su compromiso con David Stanley. Se casaron el 24 de julio de 2021. Su hija nació en junio de 2022.

## Activismo
Además de su trabajo con la Fundación Kindred, Ushkowitz ha abogado por múltiples causas. En 2012, posó con el coprotagonista de Glee, Kevin McHale, para la Campaña NOH8, apoyando la derogación de la Proposición 8 en California, que previamente había prohibido los matrimonios entre personas del mismo sexo en el estado. Ushkowitz también ha trabajado con NYCLASS y Oceana. Participó desde hace mucho tiempo de la conservación del océano, Ushkowitz realizó un viaje durante el verano de 2015 con Oceana a las Islas del Canal, para crear conciencia sobre la sobrepesca de peces forrajeros y sus efectos sobre su supervivencia. Ese mismo año, fue anfitriona del evento Nautica Oceana Beach House 2015. También ha hecho campañas para crear conciencia sobre la disminución de la población de leones marinos en California, también causada por la sobrepesca de peces forrajeros.
En agosto de 2020, Ushkowitz anunció su compromiso con David Stanley. En mayo de 2021, Ushkowitz celebró su despedida de soltera junto con su amigo y coprotagonista de Glee Kevin McHale. También anunció que se casará con Stanley dentro de dos meses. Ella y Stanley se casaron el 24 de julio de 2021.

## Filmografía
Televisión
| Año       | Series/Programas                | Personaje        | Notas                                               |
| --------- | ------------------------------- | ---------------- | --------------------------------------------------- |
| 2000      | Pequeño Bill                    | Basketball Girl  | Episodio: “La Promesa/La Práctica”                  |
| 2007      | The Suite Life of Zack and Cody | Violinista       | Episodio: “Orquestra”                               |
| 2009—2015 | Glee                            | Tina Cohen-Chang | Principal (Temporada 1-5) Recurrente (Temporada 6)  |
| 2023      | Princess Power                  | Queen Ryung      | Elenco Principal, serie de TV Netflix (7 episodios) |

Ella misma
| Año       | Título                | Rol        | Notas                      |
| --------- | --------------------- | ---------- | -------------------------- |
| 2010      | When I Was 17         | Ella misma | Episodio 32                |
| 2011      | The Glee Project      | Ella misma | Episodio: "Believability"  |
| 2013      | This Is How I Made It | Ella misma | Episodio 10                |
| 2013      | MasterChef            | Ella misma | Episodio: "Top 14 Compete" |
| 2014–2015 | Celebrity Name Game   | Ella misma | 6 episodios                |

Películas
| Año  | Título                     | Rol                         | Notas                             |
| ---- | -------------------------- | --------------------------- | --------------------------------- |
| 2001 | Educated                   | Wendy                       | Filme Corto                       |
| 2011 | Glee: The 3D Concert Movie | Tina Cohen-Chang/Ella misma | Protagonista, película documental |
| 2015 | Twinsters                  | –                           | Película Productora Ejecutiva     |
| 2017 | Yellow Fever               | Asia Bradford               | Elenco principal, película        |
| 2017 | Hello Again                | Marie                       | Elenco principal, película        |
| 2020 | One Night in San Diego     | Hannah                      | Protagonista, película            |

Videos musicales
| Año  | Título          | Artista    |
| ---- | --------------- | ---------- |
| 2011 | Marry the Night | Lady Gaga  |
| 2017 | Swish Swish     | Katy Perry |